# Blang Gleum
Blang Gleum is een bestuurslaag in het regentschap Aceh Timur van de provincie Atjeh, Indonesië. Blang Gleum telt 1567 inwoners (volkstelling 2010).